# Sirmium
Sirmium bylo starořímské město v provincii Panonie, od roku 103 Dolní Panonie a od roku 296 Pannonia Secunda. V místě se dnes nachází srbské město Sremska Mitrovica. Sirmium bylo hlavní město Dolní Panonie i Druhé Panonie, roku 294 pak bylo prohlášeno jedním ze čtyř hlavních měst celé Římské říše, v letech 318–379 bylo hlavní městem prefektury Illyricum. První stopy lidského osídlení pocházejí z doby 5000 př. n. l., první zmínka o městě je ze 4. století př. n. l., Římané jej dobyli v roce 14 př. n. l., díky vojenské výpravě prokonzula Marka Vinicia, uvádí se ovšem také dobytí roku 35 př. n. l. Octaviánem. Za Vespasiana získalo město status kolonie. Původně bylo osídleno Kelty (Skordisky) a Ilyry (Amantini). Na vrcholu své slávy mělo město 100 000 obyvatel, šlo o jedno z největších měst své doby. Slovo sirmium znamená „tok, tekoucí voda, mokřad“, což odkazovalo na blízkou řeku Sávu, byť existuje i výklad spojující jméno města s místním králem Syrmem.
Město mělo od počátku římské éry strategický význam, může se pochlubit pobytem dvou císařů té doby: Traiana a Marka Aurelia, většinou zde plánovali vojenský postup. Marcus Aurelius zde napsal část svých Hovorů k sobě. Sirmium bylo s největší pravděpodobností i místem jeho smrti na neštovice v březnu 180. Stoupající význam města dosvědčuje, že se v něm později narodilo deset římských císařů: Decius mladší (251), Hostilianus (251), Decius (249–251), Claudius II. (268–270), Quintillus (270), Aurelianus (270–275), Probus (276–282), Maximianus (285–310), Constantius II. (337–361) a Gratianus (367–383). Poslední císař jednotné římské říše Theodosius I. (378–395) byl prohlášen císařem právě v Sirmiu, stejně jako před ním Constantius II. (317). Také uzurpátoři trůnu Ingenuus a Regalianus se v tomto městě prohlásili za císaře (v roce 260). Zlatá éra města začala roku 293, kdy vznikla tzv. tetrarchie, neboli Římská říše byla rozdělena mezi čtyři císaře na čtyři části, přičemž každá měla vlastní hlavní město. V Sirmiu se usadil jeden z nich, císař Galerius. Město záhy získalo také císařský palác (jeho ruiny jsou dnes přístupné veřejnosti), dostihovou arénu, dva mosty, mincovnu, divadlo, stejně jako mnoho dílen, veřejných lázní, chrámů, veřejných paláců a luxusních vil. Starověký historik Ammianus Marcellinus ho pro jeho bohatství té doby nazval „slavnou matkou měst“. Mincovna v Sirmiu byla silnicí Via Argentaria spojena s mincovnou v Saloně a stříbrnými doly v Dinárských horách. Po rozpadu Římské říše na dvě části roku 395 připadlo Sirmium Východořímské říši. Na konci 4. století se Sirmium dostalo pod nadvládu Gótů, později bylo znovu připojeno k Východořímské říši. V roce 441 ho dobyli Hunové. Roku 504 ho dobyli Ostrogóti, později Gepidové, jejichž království se stalo nakrátko centrem. Král Cunimund (asi 560–567) zde razil zlaté mince. Po roce 567 bylo Sirmium vráceno Východořímské říši. V roce 582 jej dobyli Avaři, kteří ho zároveň vyvrátili a zpustošili. To byl definitivní konec jeho slavné starověké existence. Název města vstoupil do historie ještě roku 1167 bitvou u Sirmia, v níž byzantský císař Manuel I. Komnenos porazil Maďary.
Město mělo od 3. století křesťanskou komunitu. Koncem století mělo biskupa, který byl patrně metropolitou všech panonských biskupů. Prvním známým biskupem byl Irenej ze Sirmia, který byl umučen během Diokleciánova pronásledování v roce 304. Pro další století je pořadí biskupů známé, ale v 5. a 6. století stopy mizí. Nejmenovaný biskup je zmíněn v roce 448. Poslední známý biskup je zmíněn v papežském dopise z roku 594. Brzy poté stolice pravděpodobně zanikla. Od roku 335 bylo Sirmium známo jako bašta ariánského hnutí a místem mnoha kontroverzí. V letech 347 až 378 se v Sirmiu konalo pět synod. Všechny se zabývaly ariánským sporem. Roku 304 zde také byla umučena světice Anastázie ze Sirmia, o dva roky později Demetrios ze Soluně.